# Розкажи
«Розкажи» — дев'ятий альбом співачки Ані Лорак, реліз відбувся у травні 2006 року. Був проданий тиражем 50 000 екземплярів усього за два місяці після виходу.
За словами Лорак однойменна пісня була реакцією на невдалий роман з футболістом Сергієм Ребровим і цю піснювона вважає однією з найбільш яскравих в моєму репертуарі. Російськомовна версія була написана спеціально для ротації на російських музичних каналах. Кліп, режисером якого був Семен Горов, також знімали одразу на два варіанти пісні. 

## Список пісень
1. «Мій герой»
2. «Розкажи…»
3. «Не кажи про любов»
4. «Авто»
5. «Посмішка»
6. «Чекаю»
7. «Милий»
8. «Мой ангел»
9. «Расскажи…»
10. «Авто (remix)»
11. «Розкажи… (remix)»